# جوزيف جي. بورغ
جوزيف جي. بورغ (بالألمانية: J. G. Burg)‏ (و. 1908 – 1990 م) هو صحفي، وكاتب من ألمانيا، والنمسا، ولد في تشيرنوفتسي، توفي في ميونخ، عن عمر يناهز 82 عاماً.